# Wizz Air Abu Dhabi
Wizz Air Abu Dhabi ist eine Billigfluggesellschaft in den Vereinigten Arabischen Emiraten. Sie ist ein Joint Venture zwischen Wizz Air und dem VAE-Staatsfonds ADQ.
Am 14. Juli 2025 gab Wizz Air bekannt, dass zum 1. September 2025 alle Flüge der Wizz Air Abu Dhabi eingestellt und bereits gebuchte Flüge storniert werden.

## Ziele
Die Fluggesellschaft plant, regelmäßige Flüge ab Oktober 2020 aufzunehmen. Angeflogen werden sollen zunächst Alexandria, Athen, Kutaisi, Larnaka, Odessa und Jerewan. Abu Dhabi wird zudem von der Muttergesellschaft bereits von den Basen Budapest, Bukarest, Cluj-Napoca, Katowice und Sofia aus angeflogen.

## Flotte
Mit Stand Februar 2024 besteht die Flotte der Wizz Air Abu Dhabi aus 13 Flugzeugen mit einem Durchschnittsalter von 4,5 Jahren:
| Flugzeugtyp     | Anzahl | bestellt | Anmerkungen                | Sitzplätze | Durchschnittsalter |
| --------------- | ------ | -------- | -------------------------- | ---------- | ------------------ |
| Airbus A321-200 | 08     |          | mit Sharklets ausgestattet | 230        | 5,5 Jahre          |
| Airbus A321neo  | 05     |          | einer inaktiv              | 239        | 3,0 Jahre          |
| Gesamt          | 13     | -        |                            |            | 4,5 Jahre          |

## Flugziele
Mit Stand Juli 2023 bedient die Fluglinie 31 Flugziele zuzüglich der Destinationen, die von Wizz Air Hungary (W6) in die Vereinigten Arabischen Emirate angeboten werden.

Bedient von Wizz Air Abu Dhabi (5W)
Bedient von Wizz Air Hungary (W6)